# Coppa Gaetano Scirea
La Coppa Gaetano Scirea - "la lealtà nello sport", denominata a partire dal 2012 Scirea Cup, è un torneo internazionale di calcio giovanile riservato alla categoria Allievi Under-16 che si tiene ogni anno nella città di Matera ed in alcuni comuni vicini. Il torneo fu istituito nel 1990, per iniziativa dello Juventus Club di Matera e successivamente di un comitato organizzatore presieduto dall'ex calciatore Franco Selvaggi e da Domenico Bellacicco, per ricordare la figura di Gaetano Scirea ed i valori di lealtà, correttezza e sportività che rappresentava. Dopo alcune difficoltà organizzative che hanno causato un'interruzione per diversi anni, dal 2001 la competizione si svolge regolarmente. Nel 2019 si è giocata la ventitreesima edizione del torneo.

## Albo d'oro
| Anno | Vincitrice        | Finalista      | Risultato |
| ---- | ----------------- | -------------- | --------- |
| 1990 | Atalanta          | Juventus       | 5-4 dcr   |
| 1991 | Atalanta          | Real Madrid    | 4-2 dcr   |
| 1992 | Atalanta          | Benfica        | 2-1       |
| 1996 | Rappr. Basilicata | Rappr. Nord    | 3-1       |
| 2001 | Napoli            | Bari           | 1-0       |
| 2002 | Inter             | Roma           | 1-0       |
| 2003 | Juventus          | Inter          | 1-0       |
| 2004 | Partizan          | Juventus       | 1-0       |
| 2005 | Partizan          | Milan          | 1-0       |
| 2006 | Napoli            | Juventus       | 3-1       |
| 2007 | Empoli            | Napoli         | 3-2       |
| 2008 | Juventus          | Sparta Praga   | 1-0       |
| 2009 | Inter             | Sampdoria      | 5-0       |
| 2010 | Inter             | Bari           | 4-1       |
| 2011 | Juventus          | Sparta Praga   | 3-2       |
| 2012 | Partizan          | Roma           | 3-1       |
| 2013 | Osijek            | Partizan       | 6-4 dcr   |
| 2014 | Roma              | Milan          | 6-5 dcr   |
| 2015 | Asma Dakar        | Partizan       | 2-0       |
| 2016 | Milan             | Juventus       | 3-1       |
| 2017 | Lazio             | Viktoria Plzeň | 6-5 dcr   |
| 2018 | Udinese           | Torino         | 6-5 dcr   |
| 2019 | Juventus          | Lnd Italia     | 7-0       |

## Vittorie per club
| Vittorie | Club              | Anno                   |
| -------- | ----------------- | ---------------------- |
| 4        | Juventus          | 2003, 2008, 2011, 2019 |
| 3        | Atalanta          | 1990, 1991, 1992       |
| 3        | Inter             | 2002, 2009, 2010       |
| 3        | Partizan          | 2004, 2005, 2012       |
| 2        | Napoli            | 2001, 2006             |
| 1        | Empoli            | 2007                   |
| 1        | Rappr. Basilicata | 1996                   |
| 1        | Osijek            | 2013                   |
| 1        | Roma              | 2014                   |
| 1        | Asma Dakar        | 2015                   |
| 1        | Milan             | 2016                   |
| 1        | Lazio             | 2017                   |
| 1        | Udinese           | 2018                   |

## Campioni
Molti attuali campioni hanno partecipato a questa competizione quando militavano nelle giovanili. I più rappresentativi sono:
- Fabrizio Cammarata
- Christian Manfredini
- Domenico Morfeo
- Alessio Tacchinardi
- Nicola Legrottaglie
- Tomas Locatelli
- Fabio Rustico
- Gianluca Savoldi
- Marco Zanchi
- Francesco Coco
- Cristian Zenoni
- Damiano Zenoni
- Alessio Cerci
- Domenico Criscito
- Paolo De Ceglie
- Aleandro Rosi

- Marco Andreolli
- Nicola Belmonte
- Sebastian Giovinco
- Davide Lanzafame
- Claudio Marchisio
- Lorenzo Ariaudo
- Matteo Darmian
- Cristian Pasquato
- Manuel Pucciarelli
- Matteo Bianchetti
- Gaetano Monachello
- Luca Garritano
- Lorenzo Pellegrini
- Abdoulay Konko
- Jiří Skalák
- Patrik Schick

- Raúl
- Guti
- Andrij Ševčenko
- Oleksandr Šovkovs'kyj
- Ivan Radovanović
- Miralem Sulejmani
- Adem Ljajić
- Marko Šćepović
- Danilo Pantić
- Andrija Živković
- Stevan Jovetić
- Stefan Savić
- Jeffrey Sarpong
- Gregory van der Wiel
- Alfred Duncan

## Edizioni

### I edizione (1990)
La prima edizione della coppa Gaetano Scirea - "la lealtà nello sport" si è svolta nella città di Matera tra il 10 e il 16 aprile 1990, a pochi mesi dalla scomparsa del campione Gaetano Scirea avvenuta il 3 settembre 1989. Nella prima edizione hanno partecipato le giovanili "under 16" di: Juventus, Real Madrid, Napoli, Atalanta, Dinamo Kiev e Matera. La finale disputata nello Stadio XXI Settembre - Franco Salerno di Matera è stata conquistata dall'Atalanta che ha sconfitto la Juventus per 5-4 ai calci di rigore dopo che i tempi regolamentari erano terminati sul risultato di 1-1.

### II edizione (1991)
La II edizione del torneo si è disputata tra il 25 e il 31 marzo 1991. Vi hanno preso parte le giovanili "under 16" di: Atalanta, Real Madrid, Bari, Racing Club Avellaneda, Stoccarda e Matera. La finale, disputata nello Stadio XXI Settembre - Franco Salerno di Matera, è stata conquistata nuovamente dall'Atalanta che ha sconfitto ai calci di rigore per 4-2 il Real Madrid dopo che i tempi regolamentari erano terminati sul risultato di 0-0.

### III edizione (1992)
La III edizione della coppa è stata disputata dal 13 al 19 aprile 1992 nei comuni di Matera, Policoro e Tricarico. Le squadre che hanno partecipato al torneo sono: Atalanta, Bayern Monaco, Benfica, Juventus, Milan e la Rappresentativa di Matera. L'Atalanta si è aggiudicata il torneo per la terza volta consecutiva battendo in finale il Benfica per 2-1 allo Stadio XXI Settembre - Franco Salerno di Matera.

### IV edizione (1996)
La IV edizione, dopo alcuni anni di interruzione, si è giocata dal 3 all'8 giugno 1996 nella città di Matera. Hanno partecipato sei rappresentative giovanili denominate Juve Basilicata, Juve Nord, Juve Centro, Juve Sud, Juve Sicilia e Juve Sardegna. Il torneo è stato vinto dalla rappresentativa Juve Basilicata che nella finale giocata allo Stadio XXI Settembre - Franco Salerno di Matera ha battuto la Juve Nord con il risultato di 3-1.

### V edizione (2001)
La V edizione della coppa si è svolta tra il 3 e l'8 giugno 2001 nella città di Matera. Hanno preso parte le giovanili di: Bari, Genoa, Cittadella, Napoli, Udinese e la Rappresentativa di Matera. Il trofeo è andato al Napoli che nella finale disputata allo Stadio XXI Settembre - Franco Salerno di Matera ha battuto il Bari per 1-0.

### VI edizione (2002)
La VI edizione della coppa si è svolta tra il 2 e l'8 giugno 2002, nei campi di Matera, Pomarico, Montescaglioso e Tricarico. Hanno partecipato le squadre giovanili "under 16" di Inter, Bari, Juventus, Ternana e la Rappresentativa Regionale di Basilicata nel girone “A”, mentre il girone “B” era formato da Roma, Taranto, Napoli, Lazio e Rappresentativa Provinciale di Matera. Il trofeo è stato vinto dall'Inter che ha battuto per 1-0 la Roma nella finale disputata allo Stadio XXI Settembre - Franco Salerno di Matera.

### VII edizione (2003)
La VII edizione della coppa si è svolta tra il 7 e il 13 giugno 2003, nei campi di Matera, Irsina, Nova Siri e Tricarico. Hanno partecipato le squadre giovanili "under 16" di Inter, Juventus, Dinamo Kiev e Matera nel girone “A”, mentre il girone “B” era formato da Bari, Roma, Nizza e Perugia. Il trofeo è stato vinto dalla Juventus che ha battuto l'Inter per 1-0 nella finale disputata allo Stadio XXI Settembre - Franco Salerno di Matera.

### VIII edizione (2004)
L'VIII edizione della coppa si è svolta nella città di Matera tra il 5 e l'11 giugno 2004 con la partecipazione delle giovanili "under 16" di Ajax, Bari, Cagliari, Juventus, Matera e Partizan. Il trofeo è stato vinto dal Partizan che ha battuto la Juventus per 1-0 nella finale disputata allo Stadio XXI Settembre - Franco Salerno di Matera.

### IX edizione (2005)
La IX edizione della coppa si è svolta tra il 4 e il 10 giugno 2005 nei campi di Matera e Gioia del Colle tra le giovanili "under 16" di Fiorentina, Juventus, Milan, Partizan, Steaua Bucarest e Matheola. La finale, disputata allo Stadio XXI Settembre - Franco Salerno di Matera, è stata vinta dal Partizan.
| Finale |                  |           |
| Data   | Partita          | Risultato |
| 10-06  | Partizan - Milan | 1 - 0     |

### X edizione (2006)
La X edizione della coppa si è svolta tra l'11 e il 18 giugno 2006 nei campi di Matera e Montalbano Jonico tra le giovanili "under 16" di Juventus, Dinamo Minsk, Partizan, Napoli, Bari, Lecce, Messina e Matera. La finale, disputata allo Stadio XXI Settembre - Franco Salerno di Matera, è stata vinta dal Napoli.
| Finale |                   |           |
| Data   | Partita           | Risultato |
| 18-06  | Napoli - Juventus | 3 - 1     |

### XI edizione (2007)
L'XI edizione si è svolta tra il 2 e il 9 giugno 2007 nei campi di Matera, Policoro e Tursi. Hanno partecipato le squadre giovanili "under 16" di Napoli, Juventus, Matera, Torino, Empoli, Partizan, Bari, Taranto, ASD Altamura e Benfica. La finale, disputata allo Stadio XXI Settembre - Franco Salerno di Matera, è stata vinta dall'Empoli.
| Girone A |                    |           |
| Data     | Partita            | Risultato |
| 03-06    | Bari - Juventus    | 1 - 2     |
| 03-06    | Torino - Benfica   | 1 - 0     |
| 04-06    | Bari - Matera      | 3 - 2     |
| 04-06    | Benfica - Juventus | 0 - 0     |
| 05-06    | Matera - Benfica   | 0 - 4     |
| 05-06    | Torino - Juventus  | 2 - 1     |
| 06-06    | Torino - Matera    | 3 - 0     |
| 06-06    | Benfica - Bari     | 0 - 1     |
| 07-06    | Torino - Bari      | 1 - 2     |
| 07-06    | Juventus - Matera  | 3 - 0     |

| Classifica girone A |          |      |      |      |
|                     | Squadra  | P.ti | G.F. | G.S. |
| 1                   | Bari     | 9    | 8    | 5    |
| 2                   | Torino   | 9    | 7    | 3    |
| 3                   | Juventus | 7    | 6    | 3    |
| 4                   | Benfica  | 4    | 4    | 1    |
| 5                   | Matera   | 0    | 2    | 13   |

| Girone B |                     |           |
| Data     | Partita             | Risultato |
| 02-06    | Napoli - Partizan   | 1 - 0     |
| 03-06    | Altamura - Empoli   | 0 - 11    |
| 04-06    | Napoli - Empoli     | 0 - 1     |
| 04-06    | Altamura - Taranto  | 3 - 1     |
| 05-06    | Taranto - Empoli    | 0 - 2     |
| 05-06    | Altamura - Partizan | 0 - 17    |
| 06-06    | Taranto - Partizan  | 0 - 2     |
| 06-06    | Napoli - Altamura   | 9 - 0     |
| 07-06    | Napoli - Taranto    | 2 - 0     |
| 07-06    | Empoli - Partizan   | 1 - 0     |

| Classifica girone B |          |      |      |      |
|                     | Squadra  | P.ti | G.F. | G.S. |
| 1                   | Empoli   | 12   | 15   | 0    |
| 2                   | Napoli   | 9    | 12   | 1    |
| 3                   | Partizan | 6    | 19   | 2    |
| 4                   | Altamura | 3    | 3    | 38   |
| 5                   | Taranto  | 0    | 1    | 9    |

| Semifinali |                 |           |
| Data       | Partita         | Risultato |
| 08-06      | Empoli - Torino | 1 - 0     |
| 08-06      | Bari - Napoli   | 3 - 5 dcr |

| Finale |                 |           |
| Data   | Partita         | Risultato |
| 09-06  | Empoli - Napoli | 3 - 2     |

- Capocannonieri del torneo: Scepovic (Partizan), Pucciarelli (Empoli) - 5 gol

### XII edizione (2008)
La XII edizione è stata disputata tra il 31 maggio e il 6 giugno 2008 nei campi di Matera e Laterza. Hanno partecipato le squadre giovanili "under 16" di Honvéd Budapest, Juventus, Matera, F.F. Kossovo, Empoli, Sparta Praga, Bari, Toronto FC. La finale, disputata allo Stadio XXI Settembre - Franco Salerno di Matera, è stata vinta dalla Juventus.
| Girone A |                    |           |
| Data     | Partita            | Risultato |
| 31-05    | Juventus-Kosovo    | 1 - 1     |
| 01-06    | Matera-H. Budapest | 2 - 1     |
| 02-06    | Kosovo-H. Budap.   | 2 - 1     |
| 02-06    | Juventus-Matera    | 1 - 0     |
| 03-06    | Matera-Kosovo      | 0 - 1     |
| 03-06    | Juventus-H. Budap. | 4 - 0     |

| Classifica girone A |             |      |      |      |
|                     | Squadra     | P.ti | G.F. | G.S. |
| 1                   | Juventus    | 7    | 6    | 1    |
| 2                   | Kosovo      | 7    | 4    | 2    |
| 3                   | Matera      | 3    | 2    | 3    |
| 4                   | H. Budapest | 0    | 2    | 8    |

| Girone B |                    |           |
| Data     | Partita            | Risultato |
| 01-06    | Sparta Praga-Bari  | 3 - 1     |
| 01-06    | Empoli-Toronto     | 4 - 1     |
| 02-06    | Bari-Toronto       | 2 - 1     |
| 02-06    | Empoli-Sparta Pr.  | 0 - 0     |
| 03-06    | Toronto-Sparta Pr. | 1 - 4     |
| 03-06    | Empoli-Bari        | 0 - 1     |

| Classifica girone B |              |      |      |      |
|                     | Squadra      | P.ti | G.F. | G.S. |
| 1                   | Sparta Praga | 7    | 7    | 2    |
| 2                   | Bari         | 6    | 4    | 4    |
| 3                   | Empoli       | 4    | 4    | 2    |
| 4                   | Toronto      | 0    | 2    | 6    |

| Semifinali |                     |           |
| Data       | Partita             | Risultato |
| 05-06      | Sparta Praga-Kosovo | 4 - 2     |
| 05-06      | Juventus - Bari     | 1 - 0     |

| Finale |                       |           |
| Data   | Partita               | Risultato |
| 06-06  | Juventus-Sparta Praga | 1 - 0     |

- Capocannonieri del torneo: Skalak (Sparta Praga), Mirimin (Juventus) - 4 gol

### XIII edizione (2009)
La XIII edizione si è disputata dal 5 al 12 giugno 2009 nelle città di Matera, Laterza, Castellaneta e Noicattaro. Vi hanno partecipato le squadre giovanili "under 16" di Juventus, Inter, Sampdoria, Real Madrid, Sparta Praga, Arsenal F.C. Los Angeles, Bari, Taranto, Noia Pro Gioventù Noicattaro e Matera, divise in due gironi con partite di sola andata. La finale, disputata allo Stadio XXI Settembre - Franco Salerno di Matera davanti a 7.000 spettatori, è stata vinta dall'Inter che si è così aggiudicata per la seconda volta il trofeo.
| Girone A |                          |           |
| Data     | Partita                  | Risultato |
| 05-06    | Matera-Arsenal USA       | 1 - 1     |
| 06-06    | Sparta Praga-Inter       | 1 - 2     |
| 07-06    | Matera-Inter             | 1 - 7     |
| 07-06    | Sampdoria-Arsenal USA    | 1 - 0     |
| 08-06    | Matera-Sparta Praga      | 1 - 3     |
| 08-06    | Inter-Sampdoria          | 2 - 1     |
| 09-06    | Matera-Sampdoria         | 2 - 2     |
| 09-06    | Sparta Praga-Arsenal USA | 2 - 1     |
| 10-06    | Arsenal USA-Inter        | 0 - 2     |
| 10-06    | Sampdoria-Sparta Praga   | 3 - 2     |

| Classifica girone A |              |      |      |      |
|                     | Squadra      | P.ti | G.F. | G.S. |
| 1                   | Inter        | 12   | 13   | 3    |
| 2                   | Sampdoria    | 7    | 7    | 6    |
| 3                   | Sparta Praga | 6    | 8    | 7    |
| 4                   | Matera       | 2    | 5    | 13   |
| 5                   | Arsenal USA  | 1    | 2    | 6    |

| Girone B |                         |           |
| Data     | Partita                 | Risultato |
| 06-06    | Juventus-Noja Pro G.    | 1 - 1     |
| 06-06    | Real Madrid-Taranto     | 3 - 1     |
| 07-06    | Juventus-Bari           | 2 - 1     |
| 07-06    | Real Madrid-Noja Pro G. | 2 - 1     |
| 08-06    | Juventus-Real Madrid    | 2 - 1     |
| 08-06    | Bari-Taranto            | 4 - 0     |
| 09-06    | Taranto-Juventus        | 2 - 2     |
| 09-06    | Noja Pro Giov.-Bari     | 0 - 1     |
| 10-06    | Real Madrid-Bari        | 4 - 2     |
| 10-06    | Taranto-Noja Pro Giov.  | 2 - 0     |

| Classifica girone B |                |      |      |      |
|                     | Squadra        | P.ti | G.F. | G.S. |
| 1                   | Real Madrid    | 9    | 10   | 6    |
| 2                   | Juventus       | 8    | 7    | 5    |
| 3                   | Bari           | 6    | 8    | 6    |
| 4                   | Taranto        | 4    | 5    | 9    |
| 5                   | Noja Pro Giov. | 1    | 2    | 6    |

| Semifinali |                       |           |
| Data       | Partita               | Risultato |
| 11-06      | Inter - Juventus      | 3 - 1     |
| 11-06      | Real Madrid-Sampdoria | 6 - 7 dcr |

| Finale |                   |           |
| Data   | Partita           | Risultato |
| 12-06  | Inter - Sampdoria | 5 - 0     |

- Capocannoniere del torneo: Bravo (Real Madrid) - 7 gol

### XIV edizione (2010)
La XIV edizione si è disputata dal 1 al 10 giugno 2010 nelle città di Castellaneta, Noicattaro, Ruvo di Puglia e Miglionico. Per la prima volta nella storia del torneo la sede principale non è stata la città di Matera. Vi hanno partecipato le squadre giovanili under 16 di Inter, Juventus, Lecce, Hajduk Spalato, Zenit San Pietroburgo, Partizan, Bari, Padova, Ascoli, Rappresentativa Basilicata, Noia Pro Gioventù Noicattaro e Accademia Bari Point, divise in tre gironi con partite di sola andata. La vittoria è andata all'Inter, che ha bissato il successo dell'anno precedente battendo il Bari nella finale disputata allo Stadio Comunale di Ruvo di Puglia.
| Girone A |                         |           |
| Data     | Partita                 | Risultato |
| 01-06    | Inter - Zenit           | 2 - 1     |
| 02-06    | Ascoli - Noja Pro Giov. | 3 - 2     |
| 03-06    | Inter - Ascoli          | 2 - 1     |
| 03-06    | Zenit - Noja Pro Giov.  | 5 - 1     |
| 04-06    | Zenit - Ascoli          | 3 - 1     |
| 04-06    | Inter - Noja Pro Giov.  | 6 - 0     |

| Classifica girone A |                |      |      |      |
|                     | Squadra        | P.ti | G.F. | G.S. |
| 1                   | Inter          | 9    | 10   | 2    |
| 2                   | Zenit          | 6    | 9    | 3    |
| 3                   | Ascoli         | 3    | 5    | 7    |
| 4                   | Noja Pro Giov. | 0    | 3    | 14   |

| Girone B |                            |           |
| Data     | Partita                    | Risultato |
| 02-06    | Acc. Bari Point - Padova   | 0 - 3     |
| 02-06    | Partizan - Juventus        | 1 - 0     |
| 03-06    | Acc. Bari Point - Juventus | 0 - 3     |
| 03-06    | Partizan - Padova          | 1 - 0     |
| 04-06    | Acc. Bari Pont - Partizan  | 0 - 9     |
| 04-06    | Padova - Juventus          | 1 - 1     |

| Classifica girone B |                 |      |      |      |
|                     | Squadra         | P.ti | G.F. | G.S. |
| 1                   | Partizan        | 9    | 11   | 0    |
| 2                   | Juventus        | 4    | 4    | 2    |
| 3                   | Padova          | 4    | 4    | 2    |
| 4                   | Acc. Bari Point | 0    | 0    | 15   |

| Girone C |                        |           |
| Data     | Partita                | Risultato |
| 02-06    | Figc Basilicata-Lecce  | 2 - 3     |
| 02-06    | Bari - Hajduk          | 2 - 1     |
| 03-06    | Figc Basilicata-Hajduk | 0 - 3     |
| 03-06    | Bari - Lecce           | 4 - 3     |
| 04-06    | Figc Basilicata-Bari   | 0 - 3     |
| 04-06    | Hajduk - Lecce         | 6 - 0     |

| Classifica girone C |                 |      |      |      |
|                     | Squadra         | P.ti | G.F. | G.S. |
| 1                   | Bari            | 9    | 9    | 4    |
| 2                   | Hajduk Spalato  | 6    | 10   | 2    |
| 3                   | Lecce           | 3    | 6    | 12   |
| 4                   | Figc Basilicata | 0    | 2    | 9    |

| Quarti di finale |                   |           |
| Data             | Partita           | Risultato |
| 06-06            | Bari - Zenit      | 3 - 1     |
| 06-06            | Ascoli - Partizan | 1 - 5     |
| 06-06            | Inter - Padova    | 4 - 1     |
| 06-06            | Juventus - Hajduk | 4 - 2     |

| Semifinali |                  |           |
| Data       | Partita          | Risultato |
| 08-06      | Bari - Partizan  | 5 - 4 dcr |
| 08-06      | Inter - Juventus | 4 - 0     |

| Finale |              |           |
| Data   | Partita      | Risultato |
| 10-06  | Inter - Bari | 4 - 1     |

- Capocannonieri del torneo: Monachello e Ntow (Inter) - 7 gol

### XV edizione (2011)
La XV edizione si è disputata dal 10 al 18 giugno 2011 nelle città di Matera (tornata sede principale dopo una parentesi di un anno), Miglionico, Grassano e Salandra nel Materano, Acerenza, Avigliano, Genzano di Lucania e Picerno (primi comuni della provincia di Potenza ad ospitare la manifestazione), Altamura, Castellaneta e Noicattaro in Puglia. In occasione di questa edizione è stato premiato Alessandro Del Piero come vincitore del trofeo La lealtà nello sport, assegnato tramite un sondaggio sul portale SassiLive.it. Hanno partecipato al torneo le squadre giovanili under 16 di Juventus, Inter, Pateadores F.C. USA, Club Deportivo Guadalajara, Zenit San Pietroburgo, Sparta Praga, Partizan Belgrado, Honvéd Budapest, Napoli, Bari, Reggina, Juve Stabia, Matera, Rappresentativa Basilicata, Polisportiva Bellavista Bitonto e Area Virtus Ludi Noicattaro, divise in quattro gironi con partite di sola andata. La finale, disputata allo Stadio XXI Settembre - Franco Salerno di Matera, è stata vinta dalla Juventus che ha ripetuto il successo ottenuto contro lo Sparta Praga tre anni prima.
| Girone A |                           |      |
| Data     | Partita                   | Ris. |
| 11-06    | Bari - Virtus Ludi        | 1-1  |
| 14-06    | Zenit S. P. - Pateadores  | 6-2  |
| 12-06    | Bari - Pateadores         | 6-1  |
| 12-06    | Zenit S. P. - Virtus Ludi | 1-2  |
| 13-06    | Bari - Zenit S. P.        | 2-1  |
| 13-06    | Pateadores - Virtus Ludi  | 1-1  |

| Classifica girone A |             |      |      |      |
|                     | Squadra     | P.ti | G.F. | G.S. |
| 1                   | Bari        | 7    | 9    | 3    |
| 2                   | Virtus Ludi | 5    | 4    | 3    |
| 3                   | Zenit S. P. | 3    | 8    | 6    |
| 4                   | Pateadores  | 1    | 4    | 13   |

| Girone B |                           |      |
| Data     | Partita                   | Ris. |
| 11-06    | Juventus - Matera         | 5-0  |
| 11-06    | Guadalajara - Juve Stabia | 5-1  |
| 12-06    | Juventus - Juve Stabia    | 2-1  |
| 12-06    | Guadalajara - Matera      | 2-2  |
| 13-06    | Juventus - Guadalajara    | 1-3  |
| 13-06    | Matera - Juve Stabia      | 2-2  |

| Classifica girone B |             |      |      |      |
|                     | Squadra     | P.ti | G.F. | G.S. |
| 1                   | Guadalajara | 7    | 10   | 4    |
| 2                   | Juventus    | 6    | 8    | 4    |
| 3                   | Matera      | 2    | 4    | 9    |
| 4                   | Juve Stabia | 1    | 4    | 9    |

| Girone C |                           |      |
| Data     | Partita                   | Ris. |
| 11-06    | Partizan - Basilicata     | 0-1  |
| 11-06    | Sparta Praga - Reggina    | 5-1  |
| 12-06    | Reggina - Basilicata      | 4-2  |
| 12-06    | Sparta Praga - Partizan   | 0-5  |
| 13-06    | Sparta Praga - Basilicata | 2-2  |
| 13-06    | Reggina - Partizan        | 0-3  |

| Classifica girone C |              |      |      |      |
|                     | Squadra      | P.ti | G.F. | G.S. |
| 1                   | Partizan     | 6    | 8    | 1    |
| 2                   | Sparta Praga | 4    | 7    | 8    |
| 3                   | Basilicata   | 4    | 5    | 6    |
| 4                   | Reggina      | 3    | 5    | 10   |

| Girone D |                     |      |
| Data     | Partita             | Ris. |
| 10-06    | Inter - Napoli      | 6-0  |
| 14-06    | Honvéd - Bellavista | 3-0  |
| 12-06    | Inter - Honvéd      | 1-1  |
| 12-06    | Napoli - Bellavista | 1-2  |
| 13-06    | Inter - Bellavista  | 2-0  |
| 13-06    | Napoli - Honvéd     | 2-1  |

| Classifica girone D |            |      |      |      |
|                     | Squadra    | P.ti | G.F. | G.S. |
| 1                   | Inter      | 7    | 9    | 1    |
| 2                   | Honvéd     | 4    | 5    | 3    |
| 3                   | Bellavista | 3    | 2    | 6    |
| 4                   | Napoli     | 3    | 3    | 9    |

| Quarti di finale |                           |           |
| Data             | Partita                   | Risultato |
| 15-06            | Bari - Juventus           | 1-4       |
| 15-06            | Guadalajara - Virtus Ludi | 0-3       |
| 15-06            | Partizan - Honvéd         | 2-0       |
| 15-06            | Inter - Sparta Praga      | 3-4 dcr   |

| Semifinali |                         |           |
| Data       | Partita                 | Risultato |
| 16-06      | Juventus - Virtus Ludi  | 4-0       |
| 16-06      | Partizan - Sparta Praga | 6-7 dcr   |

| Finale 3º posto |                        |           |
| Data            | Partita                | Risultato |
| 17-06           | Partizan - Virtus Ludi | 2-0       |

| Finale |                         |           |
| Data   | Partita                 | Risultato |
| 18-06  | Juventus - Sparta Praga | 3-2       |

- Capocannoniere del torneo: Sima (Sparta Praga) - 7 gol

### XVI edizione (2012)
La XVI edizione si è disputata dal 10 al 17 giugno 2012 nelle città di Matera in Basilicata e di Bari, Capurso, Ginosa, Laterza e Altamura in Puglia. Hanno partecipato al torneo le squadre giovanili under 16 di Juventus, Inter, Roma, Lazio, Bari, Partizan Belgrado, Sparta Praga, Invicta Matera, Virtus Laterza, Avanti Altamura, Capurso e Di Cagno Abbrescia Bari, divise in tre gironi con partite di sola andata. L'edizione 2012 segna anche il passaggio alla nuova denominazione Scirea Cup e prevede un nuovo sondaggio sul portale SassiLive.it, in cui Claudio Marchisio è stato votato come il Top player delle precedenti edizioni del torneo. La vittoria finale è andata al Partizan Belgrado che, battendo in finale la Roma, ha scritto per la terza volta il proprio nome nell'albo d'oro del torneo.
| Girone A |                   |         |
| Data     | Partita           | Risult. |
| 10-06    | Partizan-Lazio    | 3-1     |
| 11-06    | Altamura-Di Cagno | 0-4     |
| 12-06    | Partizan-Di Cagno | 4-1     |
| 12-06    | Lazio-A. Altamura | 7-1     |
| 13-06    | Lazio-Di Cagno    | 5-1     |
| 13-06    | Partizan-Altamura | 9-0     |

| Classifica girone A |                 |      |      |      |
|                     | Squadra         | P.ti | G.F. | G.S. |
| 1                   | Partizan        | 9    | 16   | 2    |
| 2                   | Lazio           | 6    | 13   | 5    |
| 3                   | Di Cagno A.     | 3    | 6    | 9    |
| 4                   | Avanti Altamura | 0    | 1    | 20   |

| Girone B |                  |         |
| Data     | Partita          | Risult. |
| 11-06    | Bari-Roma        | 0-1     |
| 11-06    | Juventus-Capurso | 3-2     |
| 12-06    | Roma-Juventus    | 2-1     |
| 12-06    | Bari-Capurso     | 7-1     |
| 13-06    | Roma-Capurso     | 9-1     |
| 13-06    | Bari-Juventus    | 1-1     |

| Classifica girone B |          |      |      |      |
|                     | Squadra  | P.ti | G.F. | G.S. |
| 1                   | Roma     | 9    | 12   | 2    |
| 2                   | Bari     | 4    | 8    | 3    |
| 3                   | Juventus | 4    | 5    | 5    |
| 4                   | Capurso  | 0    | 4    | 19   |

| Girone C |                   |         |
| Data     | Partita           | Risult. |
| 11-06    | Inter-Matera      | 5-0     |
| 11-06    | Sparta P.-Laterza | 3-1     |
| 12-06    | Sparta P.-Matera  | 5-0     |
| 12-06    | Inter-V. Laterza  | 3-1     |
| 13-06    | Matera-V. Laterza | 1-2     |
| 13-06    | Inter-Sparta P.   | 0-1     |

| Classifica girone C |                |      |      |      |
|                     | Squadra        | P.ti | G.F. | G.S. |
| 1                   | Sparta Praga   | 9    | 9    | 1    |
| 2                   | Inter          | 6    | 8    | 2    |
| 3                   | Virtus Laterza | 3    | 4    | 7    |
| 4                   | Invicta Matera | 0    | 1    | 12   |

| Quarti di finale |                    |           |
| Data             | Partita            | Risultato |
| 14-06            | Lazio-Bari         | 1-0       |
| 14-06            | Roma-Di Cagno      | 2-1       |
| 14-06            | Sparta P.-Juventus | 5-2       |
| 14-06            | Partizan-Inter     | 3-1       |

| Semifinali |                   |           |
| Data       | Partita           | Risultato |
| 15-06      | Sparta Praga-Roma | 4-5 dcr   |
| 15-06      | Partizan-Lazio    | 2-0       |

| Finale 3º posto |                    |           |
| Data            | Partita            | Risultato |
| 16-06           | Lazio-Sparta Praga | 2-0       |

| Finale |               |           |
| Data   | Partita       | Risultato |
| 17-06  | Partizan-Roma | 3-1       |

- Capocannonieri del torneo: Schick (Sparta Praga), Zivkovic (Partizan) - 7 gol

### XVII edizione (2013)
La XVII edizione si è disputata dall'8 al 14 giugno 2013 nelle città di Matera, Altamura, Castellaneta, Ginosa, Laterza e Toritto. Hanno partecipato al torneo le squadre giovanili under 16 di Juventus, Inter, Udinese, Partizan Belgrado, SC Kriens, NK Osijek, Sigma Olomouc, Melbourne Phoenix, FIGC Basilicata, Invicta Matera, New Football Academy Bari, Virtus Laterza, Toritto, Ginosa, Bisceglie e Gioventù Castellaneta 94, divise in quattro gironi con partite di sola andata. Nel corso di questa edizione è stato premiato il tecnico Vladimir Petković come vincitore del premio La lealtà nello sport, ed il premio è stato ritirato dal suo vice Antonio Manicone, tecnico di origini materane; inoltre è stato consegnato il premio Giacinto Facchetti al giocatore più giovane del torneo. Nella finale disputata a Matera la vittoria è andata ai croati dell'Osijek che hanno sconfitto ai rigori il Partizan dopo che i tempi regolamentari si erano chiusi sul 2-2.
| Girone A |                       |      |
| Data     | Partita               | Ris. |
| 09-06    | Ginosa-Castellaneta   | 1-3  |
| 09-06    | Partizan-Udinese      | 2-1  |
| 10-06    | Partizan-Castellaneta | 2-0  |
| 10-06    | Udinese-Ginosa        | 5-1  |
| 11-06    | Udinese-Castellaneta  | 3-0  |
| 11-06    | Partizan-Ginosa       | 3-0  |

| Classifica girone A |                 |      |      |      |
|                     | Squadra         | P.ti | G.F. | G.S. |
| 1                   | Partizan        | 9    | 7    | 1    |
| 2                   | Udinese         | 6    | 9    | 3    |
| 3                   | G. Castellaneta | 3    | 3    | 6    |
| 4                   | Ginosa          | 0    | 2    | 11   |

| Girone B |                       |      |
| Data     | Partita               | Ris. |
| 09-06    | Juventus-Toritto      | 4-0  |
| 09-06    | Kriens-Virtus Laterza | 0-0  |
| 10-06    | Kriens-Toritto        | 1-0  |
| 10-06    | Juventus-Laterza      | 2-0  |
| 11-06    | Juventus-Kriens       | 0-0  |
| 11-06    | Toritto-Laterza       | 2-3  |

| Classifica girone B |                |      |      |      |
|                     | Squadra        | P.ti | G.F. | G.S. |
| 1                   | Juventus       | 7    | 6    | 0    |
| 2                   | Kriens         | 5    | 1    | 0    |
| 3                   | Virtus Laterza | 4    | 3    | 4    |
| 4                   | Toritto        | 0    | 2    | 8    |

| Girone C |                     |      |
| Data     | Partita             | Ris. |
| 08-06    | Melbourne-I. Matera | 0-1  |
| 09-06    | Inter-Bisceglie     | 1-0  |
| 10-06    | I. Matera-Bisceglie | 3-0  |
| 10-06    | Inter-Melbourne     | 3-0  |
| 11-06    | Inter-I. Matera     | 5-0  |
| 11-06    | Melbourne-Bisceglie | 0-3  |

| Classifica girone C |                |      |      |      |
|                     | Squadra        | P.ti | G.F. | G.S. |
| 1                   | Inter          | 9    | 9    | 0    |
| 2                   | Invicta Matera | 6    | 4    | 5    |
| 3                   | Bisceglie      | 3    | 3    | 4    |
| 4                   | Melbourne      | 0    | 0    | 7    |

| Girone D |                      |      |
| Data     | Partita              | Ris. |
| 09-06    | Sigma O.-Basilicata  | 4-0  |
| 09-06    | NK Osijek-N.A. Bari  | 2-0  |
| 10-06    | Sigma O.-NK Osijek   | 0-6  |
| 10-06    | N.A. Bari-Basilicata | 1-2  |
| 11-06    | Sigma O.-N.A. Bari   | 0-3  |
| 11-06    | NK Osijek-Basilicata | 7-0  |

| Classifica girone D |                 |      |      |      |
|                     | Squadra         | P.ti | G.F. | G.S. |
| 1                   | NK Osijek       | 9    | 15   | 0    |
| 2                   | New F.A. Bari   | 3    | 4    | 4    |
| 3                   | Sigma Olomouc   | 3    | 4    | 9    |
| 4                   | FIGC Basilicata | 3    | 2    | 12   |

| Quarti di finale |                     |           |
| Data             | Partita             | Risultato |
| 12-06            | Partizan-Kriens     | 4-1       |
| 12-06            | Juventus-Udinese    | 2-3       |
| 12-06            | Inter-New F.A. Bari | 3-0       |
| 12-06            | NK Osijek- I.Matera | 2-0       |

| Semifinali |                  |           |
| Data       | Partita          | Risultato |
| 13-06      | Partizan-Udinese | 3-1       |
| 13-06      | Inter-NK Osijek  | 0-1       |

| Finale 3º posto |               |           |
| Data            | Partita       | Risultato |
| 14-06           | Inter-Udinese | 3-4 dcr   |

| Finale |                    |           |
| Data   | Partita            | Risultato |
| 14-06  | NK Osijek-Partizan | 6-4 dcr   |

- Capocannonieri del torneo: Mrkonjic e Spoljaric (Osijek) - 5 gol

### XVIII edizione (2014)
La XVIII edizione si è disputata dal 1º all'8 giugno 2014 nelle città di Matera, Potenza, Montescaglioso, Pisticci e Viggiano in Basilicata e di Ginosa e Toritto in Puglia. Hanno partecipato al torneo le squadre giovanili under 16 di Juventus, Inter, Milan, Roma, NK Osijek, Skonto Riga, SC Kriens, Dinamo Mosca, F.C. Midtjylland, AZ Alkmaar, Rappresentativa FIGC Basilicata e Rappresentativa FIGC Puglia, divise in tre gironi con partite di sola andata. Nella finale disputata a Matera la Roma ha conquistato per la prima volta il trofeo battendo ai rigori il Milan dopo che i tempi regolamentari si erano conclusi sul risultato di 1-1.
| Girone A |                   |         |
| Data     | Partita           | Risult. |
| 01-06    | Roma-NK Osijek    | 2-0     |
| 02-06    | Osijek-AZ Alkmaar | 1-1     |
| 02-06    | Inter-Roma        | 2-1     |
| 03-06    | Inter-AZ Alkmaar  | 2-0     |
| 04-06    | Roma-AZ Alkmaar   | 2-1     |
| 05-06    | Inter-NK Osijek   | 0-1     |

| Classifica girone A |            |      |      |      |
|                     | Squadra    | P.ti | G.F. | G.S. |
| 1                   | Inter      | 6    | 4    | 2    |
| 2                   | Roma       | 6    | 5    | 3    |
| 3                   | Osijek     | 4    | 2    | 3    |
| 4                   | AZ Alkmaar | 1    | 2    | 5    |

| Girone B |                    |         |
| Data     | Partita            | Risult. |
| 02-06    | FIGC Puglia-Kriens | 0-2     |
| 03-06    | Juventus-Kriens    | 1-2     |
| 03-06    | Puglia-Midtjylland | 1-5     |
| 04-06    | Juve-Midtjylland   | 1-3     |
| 05-06    | Midtjylland-Kriens | 0-0     |
| 05-06    | Juventus-Puglia    | 2-1     |

| Classifica girone B |             |      |      |      |
|                     | Squadra     | P.ti | G.F. | G.S. |
| 1                   | Midtjylland | 7    | 8    | 2    |
| 2                   | Kriens      | 7    | 4    | 1    |
| 3                   | Juventus    | 3    | 4    | 6    |
| 4                   | FIGC Puglia | 0    | 2    | 9    |

| Girone C |                    |         |
| Data     | Partita            | Risult. |
| 02-06    | Basilic.-Skonto R. | 1-4     |
| 03-06    | Dinamo M.-Basilic. | 6-1     |
| 03-06    | Milan-Skonto Riga  | 7-0     |
| 04-06    | Milan-Dinamo M.    | 1-2     |
| 05-06    | Milan-Basilicata   | 4-0     |
| 05-06    | Dinamo M-Skonto    | 1-1     |

| Classifica girone C |                 |      |      |      |
|                     | Squadra         | P.ti | G.F. | G.S. |
| 1                   | Dinamo Mosca    | 7    | 9    | 3    |
| 2                   | Milan           | 6    | 12   | 2    |
| 3                   | Skonto Riga     | 4    | 5    | 9    |
| 4                   | FIGC Basilicata | 0    | 2    | 14   |

| Quarti di finale |                    |           |
| Data             | Partita            | Risultato |
| 06-06            | Inter-Skonto Riga  | 2-0       |
| 06-06            | Midtjylland-Osijek | 5-6 dcr   |
| 06-06            | Dinamo M.-Roma     | 0-3       |
| 06-06            | Milan-Kriens       | 5-0       |

| Semifinali |              |           |
| Data       | Partita      | Risultato |
| 07-06      | Inter-Roma   | 5-6 dcr   |
| 07-06      | Milan-Osijek | 1-0       |

| Finale 3º posto |              |           |
| Data            | Partita      | Risultato |
| 08-06           | Inter-Osijek | 1-0       |

| Finale |            |           |
| Data   | Partita    | Risultato |
| 08-06  | Roma-Milan | 6-5 dcr   |

- Capocannoniere del torneo: Griffini (Milan) - 5 gol

### XIX edizione (2015)
La XIX edizione si è disputata dal 13 al 20 giugno 2015 nelle città di Matera, Potenza, Montescaglioso e Pisticci in Basilicata, e di Andria, Castellaneta, Ginosa e Toritto in Puglia. Hanno partecipato al torneo le squadre giovanili under 16 di Juventus, Milan, Lazio, Roma, Bari, Crotone, Partizan Belgrado, F.C. Midtjylland, Viktoria Plzen, Asma Dakar, Giovani Leoni Catania e Rappresentativa FIGC Basilicata, divise in tre gironi con partite di sola andata.
| Girone A |                  |         |
| Data     | Partita          | Risult. |
| 13-06    | Roma-Lazio       | 2-0     |
| 14-06    | Lazio-Partizan   | 1-1     |
| 14-06    | Roma-Crotone     | 1-0     |
| 15-06    | Roma-Partizan    | 2-1     |
| 15-06    | Lazio-Crotone    | 1-0     |
| 16-06    | Partizan-Crotone | 2-0     |

| Classifica girone A |          |      |      |      |
|                     | Squadra  | P.ti | G.F. | G.S. |
| 1                   | Roma     | 9    | 5    | 1    |
| 2                   | Partizan | 4    | 4    | 3    |
| 3                   | Lazio    | 4    | 2    | 3    |
| 4                   | Crotone  | 0    | 0    | 4    |

| Girone B |                        |         |
| Data     | Partita                | Risult. |
| 14-06    | Juventus-Catania       | 3-0     |
| 15-06    | Catania-Basilicata     | 1-1     |
| 15-06    | Juventus-Midtjylland   | 3-3     |
| 16-06    | Juventus-Basilicata    | 8-0     |
| 16-06    | Catania-Midtjylland    | 1-2     |
| 17-06    | Midtjylland-Basilicata | 1-2     |

| Classifica girone B |                 |      |      |      |
|                     | Squadra         | P.ti | G.F. | G.S. |
| 1                   | Juventus        | 7    | 14   | 3    |
| 2                   | FIGC Basilicata | 4    | 3    | 10   |
| 3                   | Midtjylland     | 4    | 6    | 6    |
| 4                   | Catania         | 1    | 2    | 6    |

| Girone C |             |         |
| Data     | Partita     | Risult. |
| 14-06    | Milan-Bari  | 1-1     |
| 14-06    | Plzen-Dakar | 3-2     |
| 15-06    | Milan-Plzen | 1-2     |
| 15-06    | Bari-Dakar  | 0-2     |
| 16-06    | Plzen-Bari  | 0-2     |
| 16-06    | Milan-Dakar | 1-3     |

| Classifica girone C |                |      |      |      |
|                     | Squadra        | P.ti | G.F. | G.S. |
| 1                   | Viktoria Plzen | 6    | 5    | 5    |
| 2                   | Asma Dakar     | 6    | 7    | 4    |
| 3                   | Bari           | 4    | 3    | 3    |
| 4                   | Milan          | 1    | 3    | 6    |

| Quarti di finale |                         |           |
| Data             | Partita                 | Risultato |
| 18-06            | Roma-Midtjylland        | 1-0       |
| 18-06            | Juventus-Bari           | 3-1       |
| 18-06            | Viktoria Plzen-Partizan | 1-3       |
| 18-06            | Asma Dakar-Basilicata   | 4-1       |

| Semifinali |                     |           |
| Data       | Partita             | Risultato |
| 19-06      | Roma-Partizan       | 0-2       |
| 19-06      | Juventus-Asma Dakar | 2-4       |

| Finale 3º posto |               |           |
| Data            | Partita       | Risultato |
| 20-06           | Juventus-Roma | 4-3 dcr   |

| Finale |                     |           |
| Data   | Partita             | Risultato |
| 20-06  | Asma Dakar-Partizan | 2-0       |

- Capocannoniere del torneo: Mastropietro (Juventus) - 7 gol

### XX edizione (2016)
La XX edizione si è disputata dal 10 al 18 giugno 2016 nelle città di Matera, Tursi e Venosa per la Basilicata; Gravina in Puglia, Taranto, Monopoli, Castellaneta, Ginosa e Toritto per la Puglia.
Hanno partecipato al torneo le squadre giovanili under 16: Girone A: Juventus, Ajara, ASD Toritto/ASD Paolo Digiorgio, Bari; Girone B: Milan, Urawa Gakuin, Monopoli, Tor Tre Teste RM; Girone C: Nazionale Lnd, Partizan Belgrado, Matera, Rappresentativa Figc Basilicata; Girone D: Roma, Internacional Porto Alegre, Crotone, Catania, divise in quattro gironi.
La finale, disputata allo Stadio XXI Settembre - Franco Salerno di Matera, è stata vinta dal Milan.
| Finale |                  |           |
| Data   | Partita          | Risultato |
| 18-06  | Milan - Juventus | 3 - 1     |

- Capocannoniere del torneo: Pablo (Internacional Porto Alegre) - 6 gol

### XXI edizione (2017)
La XXI edizione si è disputata dall'1 al 7 settembre 2017 nelle città di Matera, Montescaglioso, Senise, Potenza, Ginosa, Grottaglie, Ceglie Messapica e Toritto.
Hanno partecipato al torneo le squadre giovanili under 16 di: Girone A - Torino, Viktoria Plzeň, Fidelis Andria e Invicta Matera; Girone B - Cagliari, Bisceglie, ASD Toritto/ASD Paolo Digiorgio e FIGC Basilicata; Girone C - Napoli, Lazio, Virtus Francavilla e Ceglie.
Nella finale, disputata allo Stadio XXI Settembre - Franco Salerno di Matera, la Lazio ha conquistato il trofeo battendo ai rigori il Viktoria Plzeň dopo che i tempi regolamentari si erano conclusi sul risultato di 0-0.
| Finale |                        |           |
| Data   | Partita                | Risultato |
| 07-09  | Lazio - Viktoria Plzeň | 6 - 5 dcr |

- Capocannonieri del torneo: Chianese (Napoli), Scaffidi (Lazio) - 7 gol

### XXII edizione (2018)
La XXII edizione si è disputata dal 3 al 6 settembre 2018 nelle città di Matera, Bernalda, Tolve, Brienza, Ginosa e Campomarino di Maruggio.
Hanno partecipato al torneo le squadre giovanili under 16 di: Torino, Ascoli, Udinese, Verona, Rende, Triestina, Matera e FIGC Basilicata.
Nella finale, disputata allo Stadio XXI Settembre - Franco Salerno di Matera, l'Udinese ha conquistato il trofeo battendo ai rigori il Torino dopo che i tempi regolamentari si erano conclusi sul risultato di 1-1.
| Finale |                  |           |
| Data   | Partita          | Risultato |
| 06-09  | Udinese - Torino | 6 - 5 dcr |

- Capocannoniere del torneo: Ahmetaj (Matera) - 5 gol

### XXIII edizione (2019)
La XXIII edizione, che è un'edizione straordinaria in occasione di Matera capitale europea della cultura, si è disputata dal 27 aprile al 4 maggio 2019 nelle città di Matera, Bernalda, Tolve, Bella, Taranto, Ginosa, Poggiorsini e Spinazzola.
Hanno partecipato al torneo le squadre giovanili under 16 di: Juventus, Torino, Udinese, Partizan, Sparta Praga, BATĖ Borisov, Viktoria Plzeň, Rethymno Creta, Taranto, Lucchese, Matera, LND Italia Under 16, FIGC Basilicata, Comitato Provinciale FIGC Matera, Invicta Matera 2019 e Tor Tre Teste Roma.
Nella finale, disputata allo Stadio XXI Settembre - Franco Salerno di Matera, la Juventus ha conquistato il suo quarto titolo battendo la rappresentativa Under 16 della LND.
| Finale |                       |           |
| Data   | Partita               | Risultato |
| 04-05  | Juventus - LND Italia | 7 - 0     |

- Capocannoniere del torneo: Ferraris (Juventus) - 6 gol